# 滋賀渡船6号
滋賀渡船6号（しがわたりぶねろくごう）は、滋賀県農事試験場（現 滋賀県農業技術振興センター）が開発した日本のイネの品種名および銘柄名である。酒造好適米の一種。

## 概要
「雄町」と異名同種、もしくは「雄町」の選抜系統であるとされる「渡船」から純系分離、選抜を経て、1916年に育成。
選抜元である「渡船」の命名に関しては「滋賀県農事試験場に各地から在来品種を集めて、塩水選を行う際に名札が落ちてどこから来たものか不明となった。福岡県から船で渡ってきたものだと推定されたことから仮に「渡船」と命名され、そのまま定着した」という命名に関するエピソードが一般に知られている。この内容が書かれた資料には1936年11月に滋賀県農会により発行された『滋賀農報昭和11年11月号（第268号）』収録の『農事試験場設立の動機』がある。この資料によれば「渡船」とは1895年に命名されたことになっている。その後、1908年に発行された報告書『米ノ品種及其分布調査:農事試験場特別報告 第25号』内で「渡船」は「雄町」と異名同種とされた。しかし滋賀県では1905年に「渡船、雄町を渡船とする」旨の稲品種名改称を行っている等、滋賀県側に残っている記録とは整合しない内容になっており、取り扱いには慎重になる必要がある。
1959年まで滋賀県の奨励品種として湖南地方を中心に栽培されていた。単収が低く倒伏しやすいため、1960年代に生産が途絶え、文献に残るだけの存在となっていた。
2003年にJAグリーン近江酒米部会が「山田錦」の父にあたるので作りたいと滋賀県に要望し、2004年に滋賀県農業技術振興センターに品種保存されていた一握りの種子を使って増殖に成功。これは「滋賀渡船6号」と「山田錦」の花粉親にあたる「短稈渡船」が両者とも「渡船」からの選抜系統と考えられるからである。ただし、「短稈渡船」に関する資料はほぼ残されておらず品種特性は不明。池上らは「滋賀渡船6号」は長稈で穂数が少ないことから「短稈渡船」と同一品種の可能性は低いとしている。